# Aage Bohr
Pour les articles homonymes, voir Bohr.
Ne doit pas être confondu avec Niels Bohr, son père
Aage Niels Bohr (19 juin 1922 à Copenhague, Danemark – 8 septembre 2009) est un physicien danois. Il est colauréat avec Ben Roy Mottelson et James Rainwater du prix Nobel de physique de 1975.

## Biographie
Il est le quatrième fils de Margrethe (née Nørlund) et Niels Bohr, physicien danois pionnier de la mécanique quantique, qui reçut le prix Nobel de physique en 1922. Ayant grandi au milieu de physiciens amis de son père, comme Wolfgang Pauli ou Werner Heisenberg, Aage Niels est devenu un brillant physicien nucléaire.
Il a commencé à étudier la physique à l’université de Copenhague en 1940, quelques mois après l’occupation du Danemark par les Nazis. Dès cette époque, il commence à assister son père pour la correspondance ou la rédaction d’articles de caractère épistémologique, puis progressivement en relation avec son travail en physique.
En octobre 1943, son père est contraint de fuir le Danemark pour éviter d’être arrêté par les nazis et toute la famille parvient à trouver refuge en Suède, où elle fut très chaudement accueillie. Après un passage en Grande-Bretagne, où Niels Bohr est informé du projet Manhattan, il est invité avec son fils Aage à se joindre à l’équipe de recherche de Robert Oppenheimer à Los Alamos. Le père et le fils arrivent aux États-Unis le 6 décembre 1943.
À partir de 1948, Aage Niels Bohr entame un travail de longue haleine avec ses collègues américain Ben Mottelson et Leo James Rainwater pour faire le point des connaissances concernant la structure nucléaire.
En 1954, il soutient sa thèse de doctorat à l'université de Copenhague. Il y expose la théorie relative au mouvement du noyau, théorie influencée par les travaux de Mottelson et de Rainwater. Elle permet d’expliquer de nombreuses propriétés du noyau, montrant notamment que les particules tournent autour du noyau en le déformant selon un ellipsoïde.
Aage Niels rejoint ensuite l’Institut de physique théorique fondé par son père en 1921 à Copenhague, où il concentre ses recherches sur la structure interne du noyau de l’atome, et où il commence à travailler avec son père, qui en est le directeur. En 1963, un an après la mort de son père, il est nommé directeur de l’Institut, rebaptisé par la suite « Institut Niels-Bohr de Physique théorique ». Il démissionne de ce poste en 1970, afin de se consacrer entièrement à la recherche.
Bohr a poursuivi les travaux entrepris en 1948 avec ses collègues Benjamin Mottelson et Leo James Rainwater et le trio est parvenu à prouver les théories de ce dernier sur la structure du noyau nucléaire. Leur travail a été publié dans une monographie en deux volumes : le premier, « Single-Particle Motion », en 1969, et le second, « Nuclear Deformations », en 1975.
Les efforts des trois chercheurs sur ce projet et leur contribution importante à la connaissance de la théorie nucléaire ont été récompensés par l’attribution conjointe du prix Nobel de physique en 1975 « pour leur découverte du lien entre le mouvement collectif et le mouvement des particules dans le noyau atomique et le développement de la théorie sur la structure du noyau atomique s'appuyant sur ce lien ». Le jury du prix Nobel précise qu’il a voulu récompenser leur description de la mécanique quantique des nucléons. Aage Niels Bohr est également lauréat de l’Atoms for Peace Award en 1969.